# Marek Wojtkowski
Marek Wojtkowski (* 26. Februar 1968 in Lubraniec) ist ein polnischer Politiker der Platforma Obywatelska (Bürgerplattform). Von 2014 bis 2024 war er Stadtpräsident von Włocławek.

## Leben
1992 bis 1996 arbeitete Wojtkowski für die Unternehmensberatung OSF in Bydgoszcz als Spezialist für Finanzinstrumente. Zugleich studierte er an der Pädagogischen Hochschule Bydgoszcz und schloss diese 1994 mit einem Magister für Geschichte ab. Ab 1994 bis 2003 war er neben seiner Arbeit für OSF Lehrer für Geschichte, Gesellschaftskunde an einer Grundschule, einer Mittelschule sowie einem Gymnasium. Weiterhin forschte er von 1994 bis 1996 bei Professor Maksymilian Grzegorz zum Magdeburger Recht. 2001 wurde er Assistent an der Humanistisch-Ökonomischen Hochschule in Włocławek (Wyższa Szkoła Humanistyczno-Ekonomiczna we Włocławku, WSHE).
Ein Aufbaustudium zu Organisation und Verwaltung im Bildungswesen schloss er 2002 ab. Im selben Jahr promovierte er an der Universität Thorn mit einer Arbeit zu Kujawien in der Zeit von 1793 bis 1918 zum Doktor der Pädagogik (dr nauk humanistycznych). Im Jahr 2002 wurde Marek Wojtkowski zum Juniorprofessor (adiunkt), 2004 Prodekan und 2006 stellvertretender Dekan am humanistischen Fachbereich der WSHE. 2006 bis 2007 war er Prorektor für Didaktik dieser Hochschule.
Bei den vorgezogenen Parlamentswahlen 2007 trat Wojtkowski im Wahlkreis 5 Toruń an und konnte mit 5.353 Stimmen in den Sejm einziehen. Dort ist er in den Kommissionen für Bildung, Wissenschaft und Jugend sowie Landwirtschaft und Dorfentwicklung tätig. Nachdem er bei der Sejm-Wahl 2011 wiedergewählt worden war, bewarb er sich bei den Selbstverwaltungswahlen 2014 um das Amt des Stadtpräsidenten von Włocławek und konnte sich im zweiten Wahlgang mit 64,6 % der Stimmen gegen Amtsinhaber Andrzej Pałuckie (SLD) durchsetzen. Auch bei den Selbstverwaltungswahlen 2018 konnte er sich im zweiten Wahlgang durchsetzen; diesmal mit 63,0 % der Stimmen gegen Jarosław Chmielewski von der PiS. Bei den Selbstverwaltungswahlen 2024 erreichte er zwar erneut die Stichwahl, musste sich dort aber mit nur 43,7 % der Stimmen Krzystof Kukucki von der Nowa Lewica beugen und schied in der Folge aus dem Amt.
Marek Wojtkowski ist verheiratet und hat zwei Kinder.